# Günter Tollmann

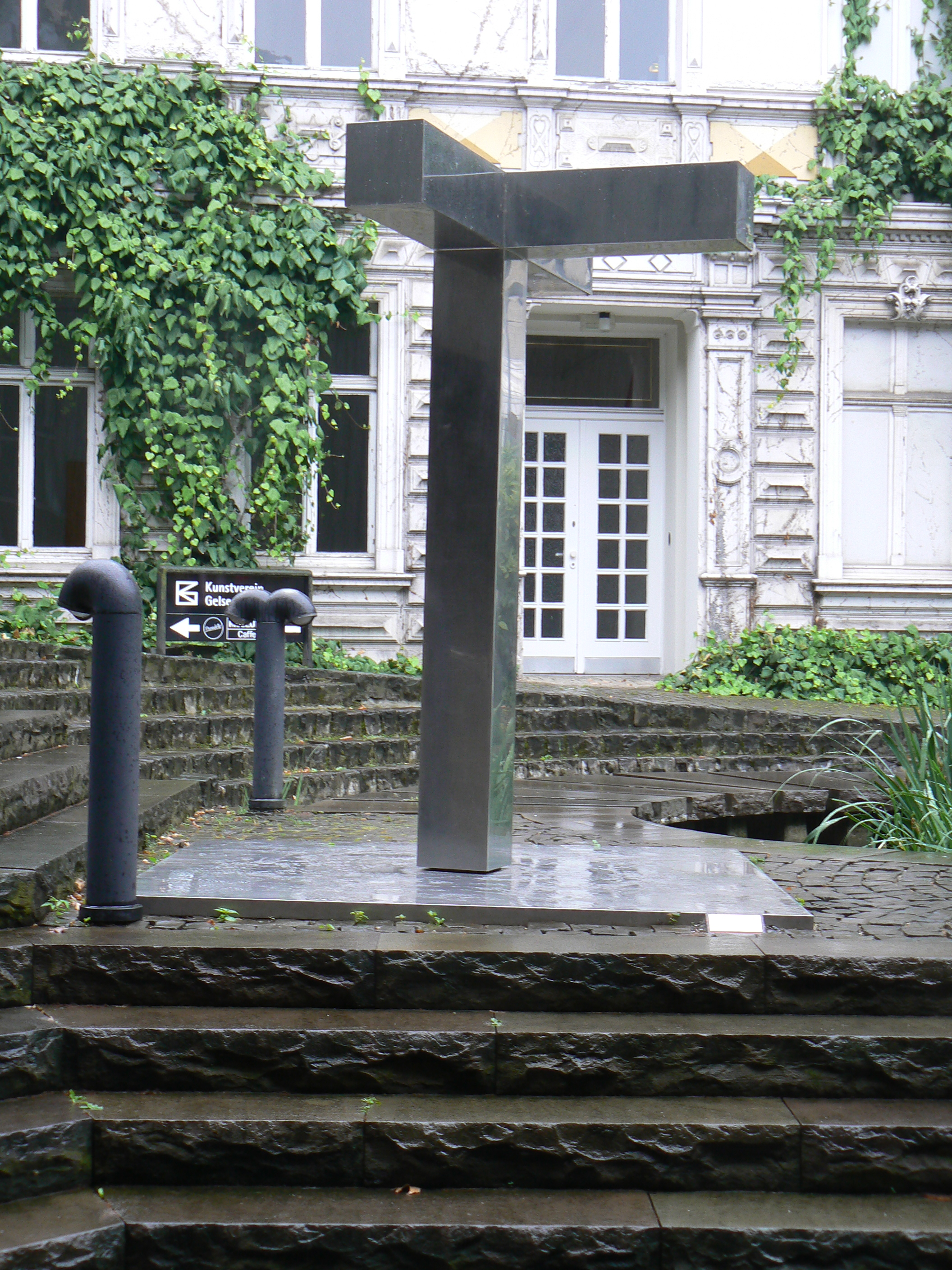
Kunstmuseum Geldenkirchen, Gelsenkirchen-Buer

Günter Tollmann (Gelsenkirchen, 1926 – Hannover, 22 augustus 1990) was een Duitse schilder, beeldhouwer en objectkunstenaar.

## Leven en werk
Tollmann, die in Gelsenkirchen werd geboren, was in de Tweede Wereldoorlog reeds op zeventienjarige leeftijd als soldaat in Franse begon in krijgsgevangenschap geraakt tot zijn vrijlating in 1948 en heeft sindsdien zowel affiniteit met Duitsland als Frankrijk. Hij bracht, tot zijn dood in 1990, ieder jaar een vaste periode door in Frankrijk. Zijn schilderijen tonen de invloed van zowel de stijl van het Duitse expressionisme als de Franse Nouvelle École de Paris.
Tollmann volgde al jong een opleiding tot letterschilder, een opleiding die hij met goed gevolg afsloot. Na zijn terugkeer uit Frankrijk zette hij zijn opleiding in 1948 voort met een tekencursus aan de Volkshochscule in Gelsenkirchen. Van 1956 tot 1959 studeerde hij schilderkunst bij Ferdinand Mackentanz aan de Staatliche Kunstakademie Düsseldorf. Aanvankelijk was hij werkzaam als schilder en collagekunstenaar. Hij had zijn eerste tentoonstelling in het Kunstkabinett van Café Funke in Gelsenkirchen en gold meteen als een Neuentdeckung. Door de bouw van het nieuwe theater in Gelsenkirchen, waarbij ook kunstenaars betrokken waren als Yves Klein en Jean Tinguely, met wie hij een langdurige vriendschap sloot, had hij contact met nieuwe kunstvormen. Gedurende de zestiger jaren, mede door de inzet van echtgenote Ursula Tollmann (met wie hij in 1950 was getrouwd) voor de promotie van moderne en hedendaagse kunst, was huize Tollmann een trefpunt en tentoonstellingsruimte voor eigentijdse kunst. Halverwege de zestiger jaren ging hij beeldhouwen en zijn eerste kinetische object dateert van 1967. Vanaf 1968 volgende de eerste opdrachten voor kinetische sculpturen in de openbare ruimte. Met de kinetische objecten, die vaak zijn gebaseerd op de cilindervorm, volgde zijn internationale doorbraak. In 1969 behoorde Tollmann, met onder anderen de kunstenaars Friedrich Gräsel, Rolf Glasmeier, Ferdinand Spindel en Kuno Goschior, tot de oprichters van de kunstenaarsgroep B1.
Tollman ontving gedurende zijn carrière diverse prijzen:
- 1965 De Kunstpreis der Stadt Gelsenkirchen, afdeling schilderkunst
- 1969 De Kunstpreis der Stadt Gelsenkirchen, afdeling beeldhouwkunst
- 1974 Prix de Jeune Sculpture in Parijs
- 1989 De Kulturpreis des Landkreises Diepholz
- Kunstpreis des Landes Niedersachsen (stipendium)

Tollman was lid van de Deutsche Künstlerbund, de Westdeutsche Künstlerbund en was docent aan de Hochschule für Gestaltung in Bremen.

## Werken (selectie)
- Gelsenkirchen
  - Welle Skulptur (1969), Hagemannschule in Gelsenkirchen
  - Kinetisches Objekt (1969), Kunstmuseum Gelsenkirchen in Gelsenkirchen-Buer
  - Mobile Plastik (1973), Amtsgericht Gelsenkirchen in Gelsenkirchen-Buer
  - Block 8 (geplaatst in 2002), Schloß Horst in Gelsenkirchen (langdurige bruikleen van de erven Tollmann)
- Block 8 (1972), Deutscher Künstlerbund in Stuttgart
- Bewegliche Brunnenplastik, stadscentrum Herne
- Bewegungsplastik (1970), Max-Planck-Institut in Göttingen
- Bewegliche Plastik PA II (1971), Beeldenpark van het Lehmbruck-Museum in Duisburg
- Mobile P.A.I (1974/1996), Place du Général Leclerc in Mont-de-Marsan, Frankrijk
- Bewegliche Skulptur (opgesteld in 1990), Polizeigebäude in Coesfeld
- Bewegliche Winkelelement (opgesteld in 1991) in Hannover
- Windskulptur in Bergkamen
- Sculptuur bij het Ministerie van Cultuur in Parijs

## Fotogalerij

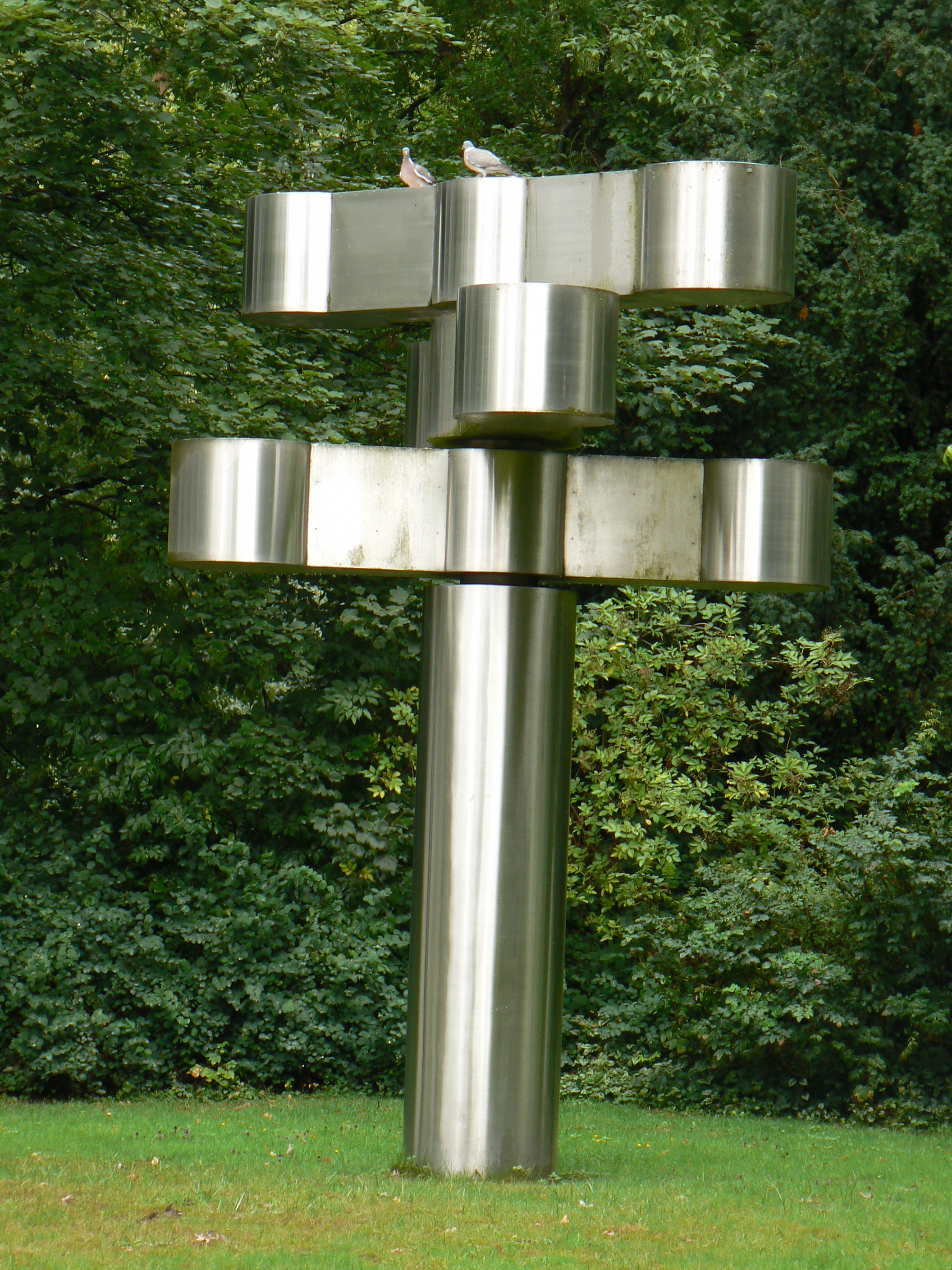
Bewegliche Skulptur in Coesfeld
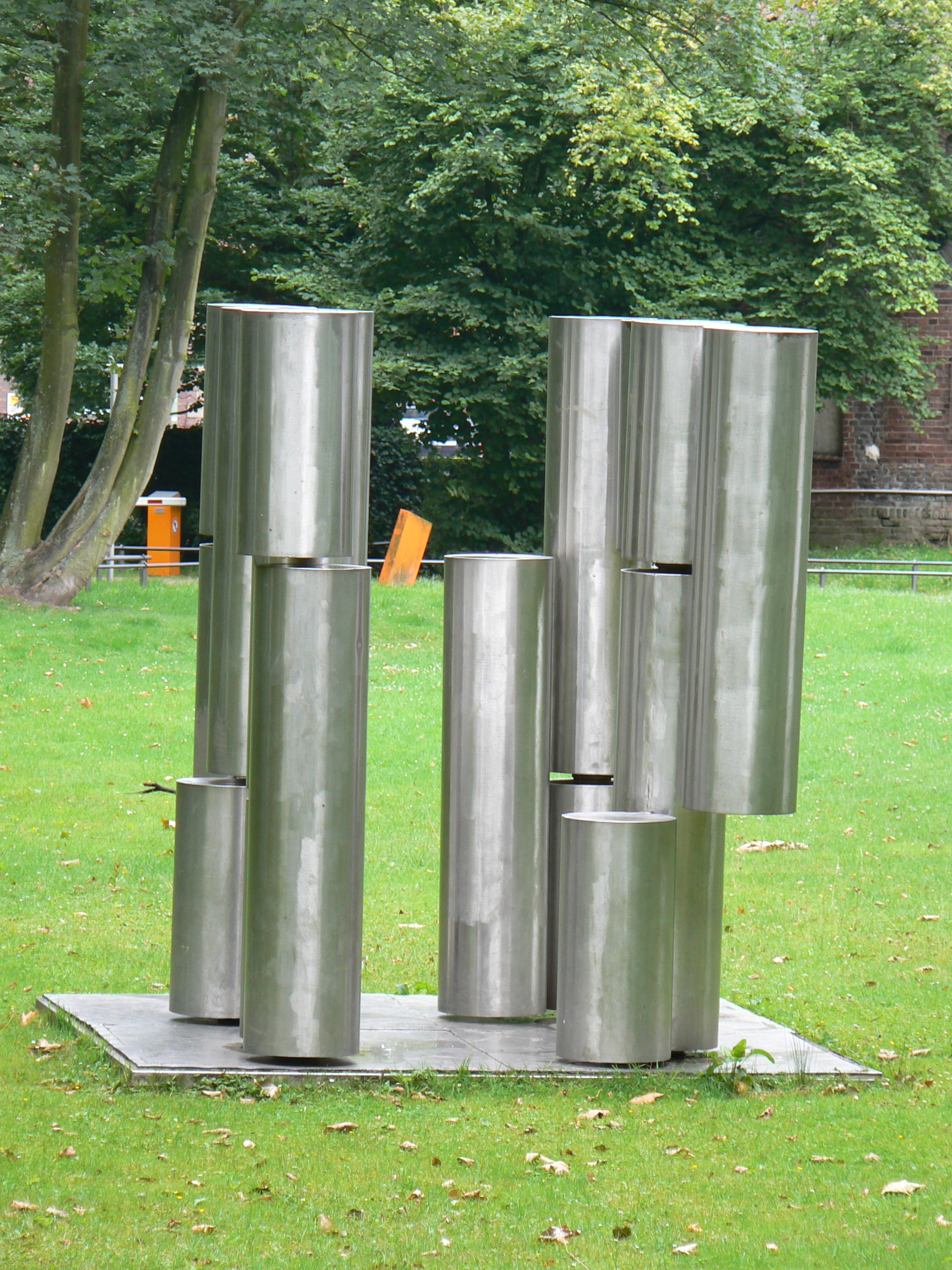
Block 8 bij Schloß Horst
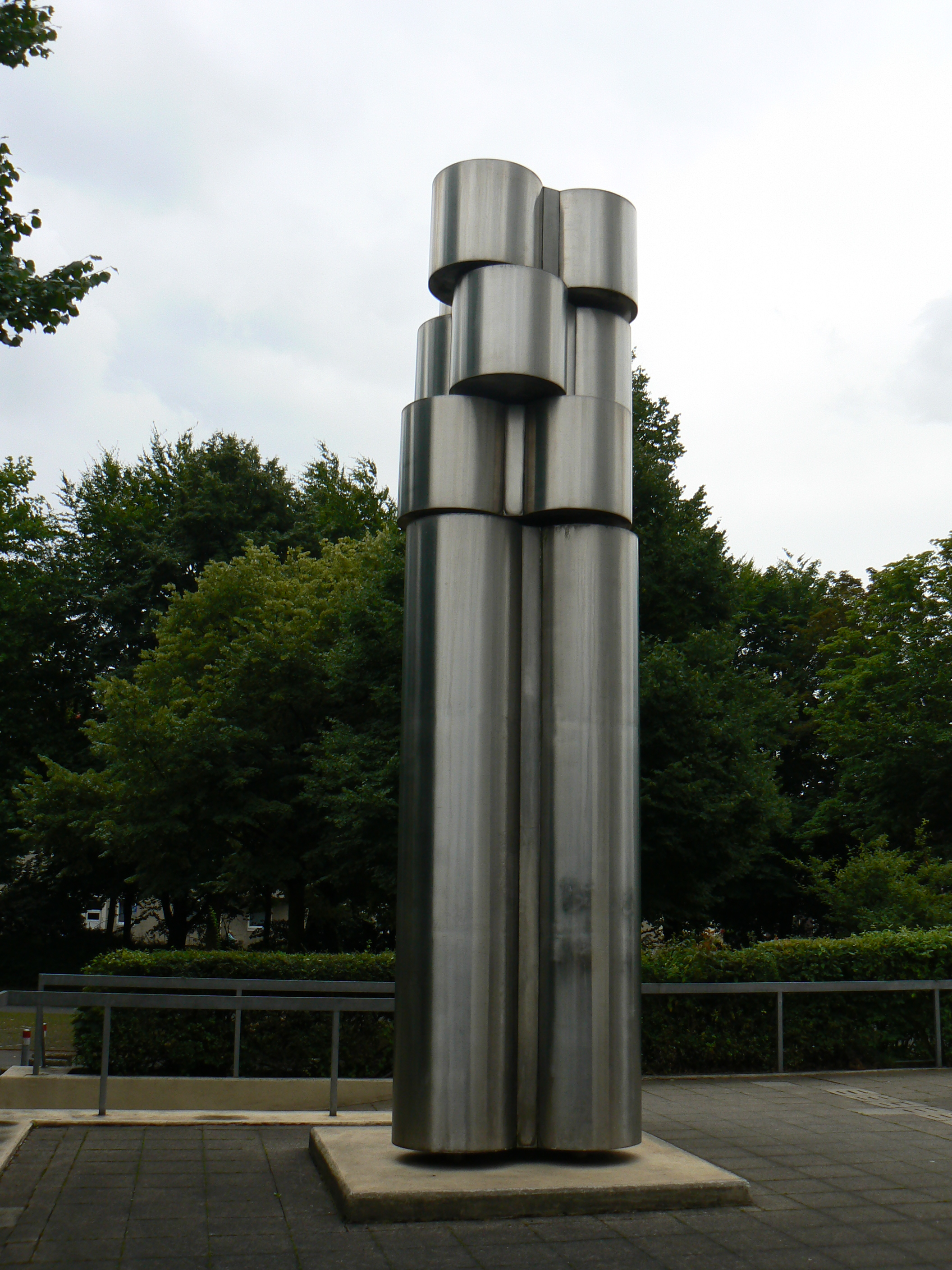
Mobile Plastik Gelsenkirchen-Buer
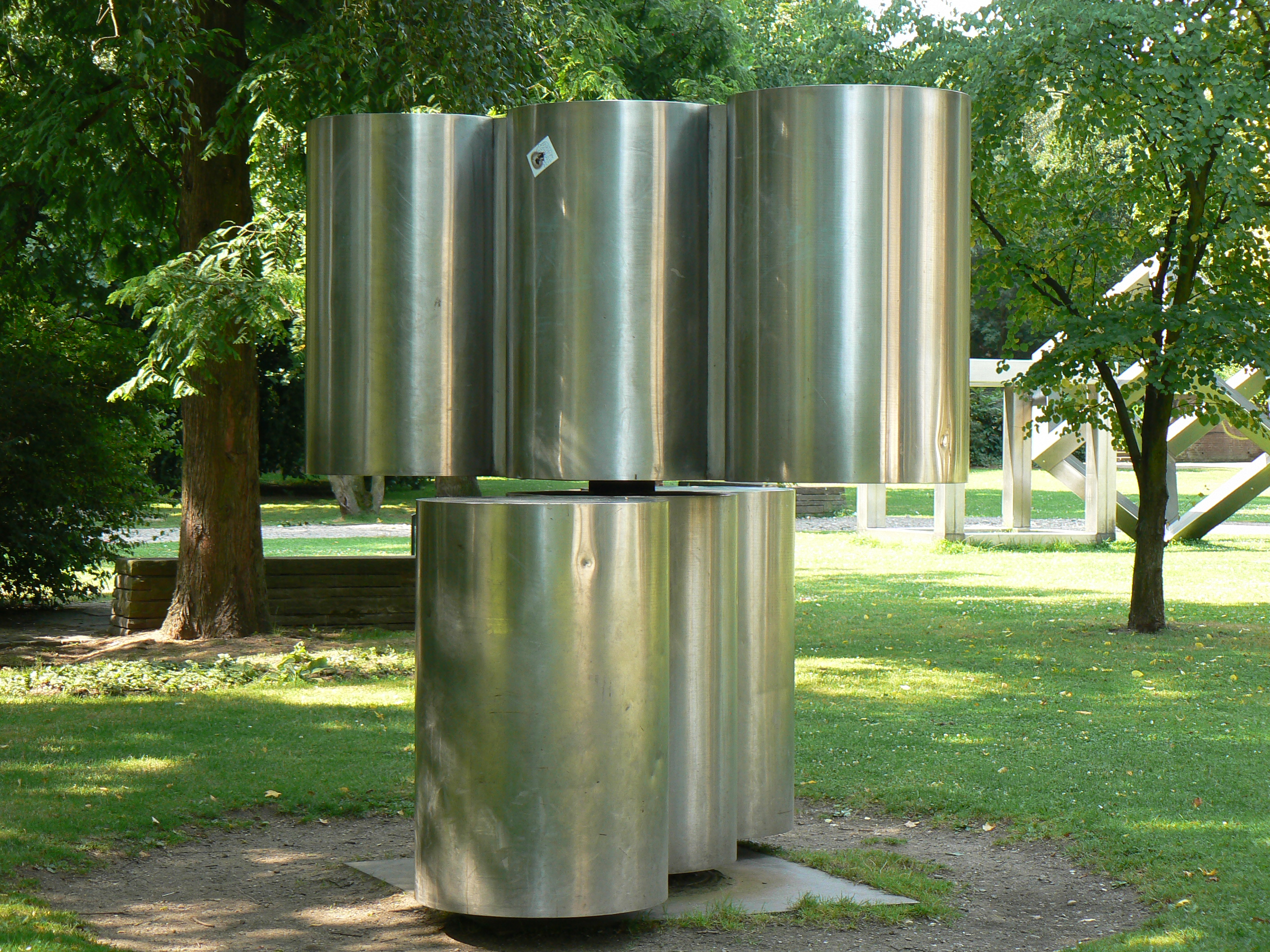
Lehmbruck-Museum in Duisburg